# Hodgsons duif
De Hodgsons duif (Columba hodgsonii) is een vogel uit de familie van duiven (Columbidae). De vogel is genoemd naar de Britse natuuronderzoeker Brian Houghton Hodgson.

## Verspreiding en leefgebied
Deze soort komt voor van de Himalaya tot Myanmar.

## Externe link

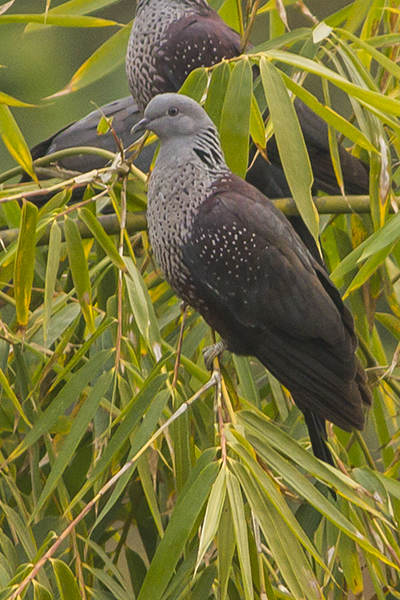